# Centro cultural Galileo
El centro cultural Galileo de Madrid, se ubica en el barrio de Chamberi y alberga en dieciocho salas un teatro y dos salas de exposiciones. Se fundó en 1985 en las cocheras de la Sociedad de pompas Fúnebres, también conocido como la funeraria Galileo.

## Historia
Construido por el arquitecto Julio Martínez-Zapata Rodríguez en 1898, y ampliado por el mismo en 1905, ocupa gran parte de una manzana siguiendo la alineación de las calles Galileo, Fernando el Católico y Blasco de Garay. Está construido sobre la base de muros de fábrica de ladrillo visto sigue como estética arquitectónica las pautas marcadas por el lenguaje neomudéjar. En 1985 se convirtió en Centro Cultural, desapareciendo así el último vestigio fúnebre del Distrito. Esta adaptación fue hecha por los arquitectos Álvaro y Luis Hernández Gómez y María Victoria Haendler Mas.

## Actividades
Las dos salas de exposiciones han acogido durante las últimas tres décadas múltiples exposiciones de artistas contemporáneos de prestigio como Fernando Bellver, Manuel Ortega, José Luis López Romeral, Fernando Vicente Sánchez, Daniel Garbade, Ouka Leele, Iván M.I.E.D.H.O., Li Chi Pang, o Rosa Muñoz, así como eventos temáticos como Diarios de libertad. Maestras y pedagogas de la II República, una Exposición para el reconocimiento a las mujeres del pasado y del presente en 2017, con un homenaje a Justa Freire, o la muestra Tótem sobre el Circo del Sol en 2017.
Sirve para la sede del teatro Galileo, gestionado en desde 2019 por Teatros Luchana y que lo propone como un espacio para la exhibición y creación de dramaturgia española contemporánea y que a través de proyectos pedagógicos y residencias artísticas, fomente el acercamiento de los ciudadanos a las artes escénicas, especialmente entre los jóvenes y que cuenta con un aforo de 350 butacas.
La sala de exposiciones de la planta baja del Centro Cultural Galileo y los jardines colindantes al edificio llevan, desde 2018, el nombre de José Luis Sampedro, en recuerdo del escritor y vecino de Chamberí.